# Armenia Inferior
Armenia Inferior (en armenio: Փոքր Հայք, Pokr Hayk; en latín: Armenia Minor), también conocida como Armenia Menor, se refiere a las regiones pobladas por armenios al oeste y noroeste del Reino de Armenia (también conocido como Armenia Mayor). Tras la reorganización del Imperio bizantino, la región formó parte del thema Armeniaco.

## Geografía
La Armenia Inferior era la parte de la Armenia histórica que se extendía al oeste y noroeste del río Éufrates. Recibió su nombre para distinguirla de la parte mucho mayor, conocida como Armenia Mayor o Gran Armenia.

## Historia temprana

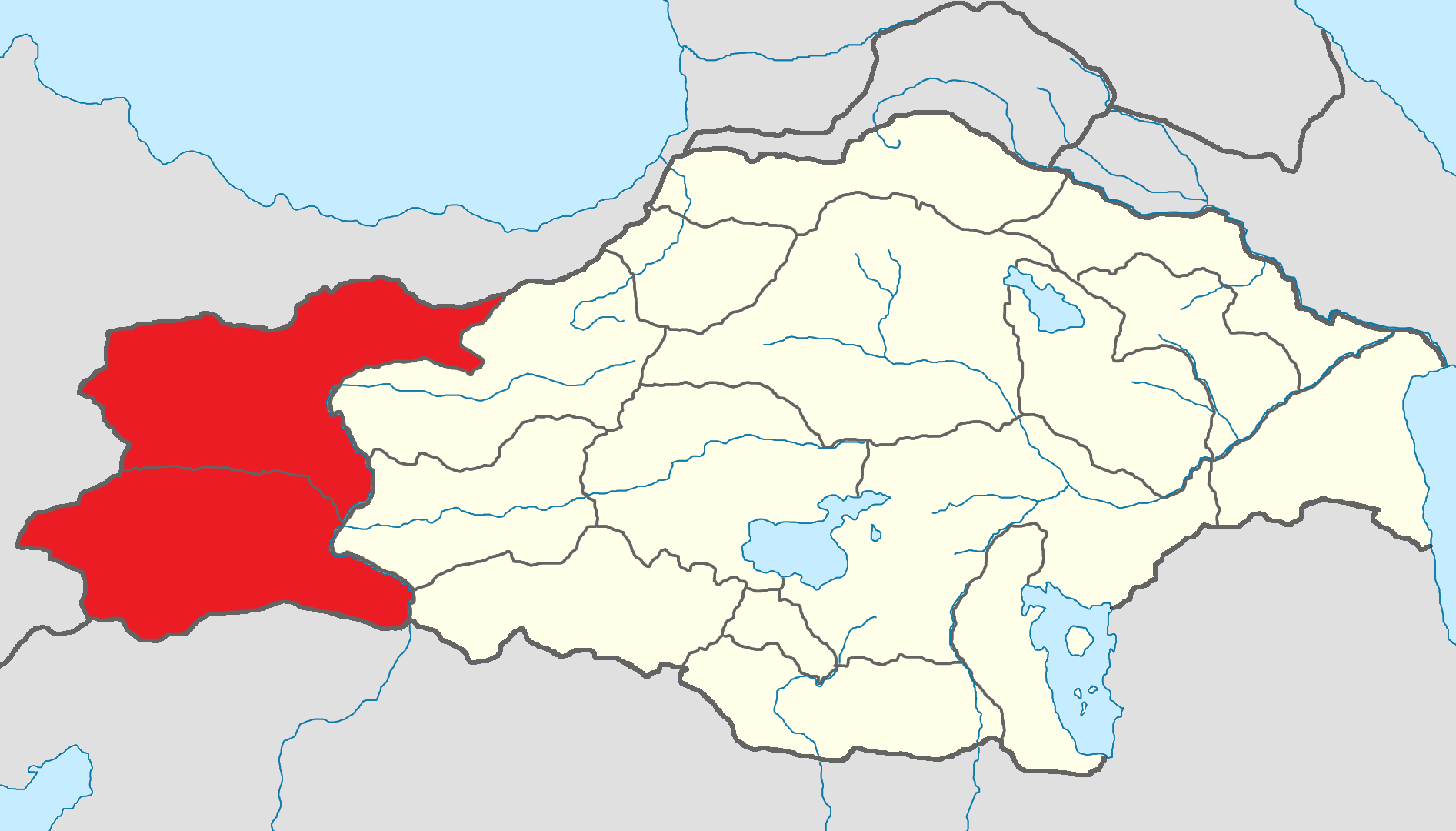
Armenia Inferior

Antes del siglo IV a. C., el territorio de la Armenia Inferior formaba parte del antiguo Reino de Armenia, regido por la Dinastía Oróntida. Dicho reino perteneció anteriormente, desde el siglo VI a. C. al Imperio aqueménida de Persia, siendo administrado a través de la satrapía de Armenia.
Después de las campañas de Alejandro Magno en c. 330 a. C., con el Imperio Persa colapsado, Mitrídates, un general del ejército persa, de ascendencia greco-persa, se autodeclaró rey del reino conocido como Reino del Ponto. A medida que el reino creció en extensión, incluyó a la Armenia Inferior.

## Guerras párticas
Armenia fue un reino disputado entre Roma y Partia durante las guerras párticas, desde 66 a. C. hasta el siglo II. La influencia romana se estableció con las campañas de Pompeyo de 66/65 a. C., y de nuevo en la campaña 58/63 de Gneo Domicio Corbulón, que acabó con la deposición de Tiridates I.

## Bajo Roma y Bizancio
Armenia Inferior (también conocida Armenia Minor) fue una provincia romana, anexada por el emperador Trajano y reestructurada por Adriano. Armenia Inferior era una porción de la histórica Armenia (Armenia Major), un estado que osciló entre el Imperio romano y los Imperios Seléucida, Sasánida y Persa.
Toda Armenia se convirtió en provincia romana en el año 114, bajo el emperador Trajano, pero la Armenia romana fue pronto abandonada por las legiones en el 118, y se convirtió en reino vasallo. Los romanos perdieron Armenia ante Vologases IV de Partia en 161. En 163, un contraataque romano de Marco Estacio Prisco instaló a un candidato favorito en el trono de Armenia, y la influencia romana permaneció en Armenia hasta la derrota de la batalla de Barbalissos, en 253. Pero pocos años después, al final del siglo III, Roma tomó de nuevo el control de of Armenia, y promovió con éxito su cristianización.
La Armenia Inferior fue reunificada con el reino de Gran Armenia bajo el rey Tiridates III, en 287, hasta la conquista temporal de Shapur II en 337.
Entonces se formó una provincia regular bajo Diocleciano, y en el siglo IV, fue dividida en dos provincias: Armenia Primera y Armenia Segunda.
Su población permaneció armenia, pero fue gradualmente romanizada. Desde el siglo III, muchos soldados armenios entraron en el ejército romano, e incluso en el siglo IV, formaron dos legiones: la Legio I Armeniaca y la Legio II Armeniaca.
En 536, el emperador Justiniano I reorganizó la administración provincial, y la Armenia Primera y Segunda fueron renombradas Segunda y Tercera, respectivamente, mientras que parte del territorio se separó de las otras provincias armenias.
Las fronteras de la parte bizantina de Armenia se expandieron en 591 a Persarmenia, pero la región fue el foco de décadas de guerras entre bizantinos y persas (Guerras romano-sasánidas), hasta la conquista árabe de Armenia en 639.
Después de esto, la parte de la Armenia Inferior que permaneció bajo control bizantino (de pequeña extensión), formó parte del thema Armeniaco.

## Influencia mongola y otomana
Después de la caída de la Armenia Bagratida en 1045, y las resultantes pérdidas bizantinas en el este en 1071, tras la batalla de Manzikert, la Armenia Inferior cayó bajo los Selyúcidas y formó parte del Imperio mongol durante 92 años, y del Imperio otomano durante la casi entera duración de este último.
Entre los siglo XI y XIV, el término «Armenia Inferior» (a veces llamado "Pequeña Armenia") se aplicó al Reino armenio de Cilicia, hasta la formación de Turquía, en 1923.